# WTA Tour
WTA Tour este un circuit de tenis la nivel mondial organizat pentru femei de Women's Tennis Association (WTA). Organizația echivalentă pentru bărbați este ATP Tour. WTA Tour este circuitul de cel mai înalt nivel din tenisul feminin. Nivelul doi este seria WTA 125, iar cel de-al treilea este Circuitul feminin ITF. 

## Tipuri de turnee
Circuitul WTA este împărțit în mai multe turnee de tenis feminin:
- Turnee de Grand Slam (4)
- Turneul Campioanelor (1)
- Turnee WTA Premier (20):
  - Premier Mandatory: patru evenimente de 6,5 milioane dolari (fond mărit de la 4,5 milioane USD în 2013). Fiecare dintre acestea sunt turnee combinate cu turnee la masculin, la fel ca turneele de Grand Slam și au premii egale în bani pentru ambele sexe. Aceste turnee se desfășoară la Indian Wells, Miami, Madrid și Beijing.
  - Premier Five: cinci evenimente de 2,8 milioane de dolari la Doha/Dubai, Roma, Montreal/Toronto, Cincinnati și Wuhan. Dintre acestea, Roma, Montreal/Toronto și Cincinnati sunt turnee combinate masculine/feminine.
  - Premier: douăsprezece evenimente cu premii în bani de la 799.000 USD la 2,5 milioane USD. Nici unul dintre acestea nu este turneu combinat masculin/feminin.
- Turnee internaționale: există 32 de turnee, cu premii în bani de 250.000 USD, cu excepția a patru evenimente: Shenzhen Open, Moscow River Cup, Hong Kong Tennis Open și Tianjin Open, fiecare cu premii în valoare de 750.000 USD.
- Seria WTA 125 din 2012 (numărul de evenimente variază în fiecare an; în 2018 au fost zece turnee: patru în Statele Unite, două în China și câte unul în Croația, Franța, India și Taiwan).

## Clasament WTA
WTA publică săptămânal clasamente ale jucătoarelor profesioniste.

### Clasament actual
| Clasament WTA (simplu), 17 martie 2025 | Clasament WTA (simplu), 17 martie 2025 | Clasament WTA (simplu), 17 martie 2025 | Clasament WTA (simplu), 17 martie 2025 | Clasament WTA (simplu), 17 martie 2025 |
| #                                      | Jucătoare                              | Puncte                                 | Mod.                                   |                                        |
| -------------------------------------- | -------------------------------------- | -------------------------------------- | -------------------------------------- | -------------------------------------- |
| 1                                      | Arina Sabalenka                        | 9.606                                  | ▬                                      |                                        |
| 2                                      | Iga Świątek (POL)                      | 7.375                                  | ▬                                      |                                        |
| 3                                      | Coco Gauff (USA)                       | 6.063                                  | ▬                                      |                                        |
| 4                                      | Jessica Pegula (USA)                   | 5.361                                  | ▬                                      |                                        |
| 5                                      | Madison Keys (USA)                     | 5.004                                  | ▬                                      |                                        |
| 6                                      | Mirra Andreeva                         | 4.710                                  | ▲ 5                                    |                                        |
| 7                                      | Jasmine Paolini (ITA)                  | 4.518                                  | ▼1                                     |                                        |
| 8                                      | Elena Rîbakina (KAZ)                   | 4.448                                  | ▼1                                     |                                        |
| 9                                      | Zheng Qinwen (CHN)                     | 3.985                                  | ▬                                      |                                        |
| 10                                     | Emma Navarro (USA)                     | 3.859                                  | ▼ 2                                    |                                        |
| 11                                     | Paula Badosa (ESP)                     | 3.736                                  | ▼ 1                                    |                                        |
| 12                                     | Daria Kasatkina                        | 3.061                                  | ▬                                      |                                        |
| 13                                     | Diana Shnaider                         | 2.938                                  | ▬                                      |                                        |
| 14                                     | Karolína Muchová (CZE)                 | 2.854                                  | ▲1                                     |                                        |
| 15                                     | Danielle Collins (USA)                 | 2.853                                  | ▼1                                     |                                        |
| 16                                     | Barbora Krejčíková (CZE)               | 2.675                                  | ▬                                      |                                        |
| 17                                     | Amanda Anisimova (USA)                 | 2.335                                  | ▲1                                     |                                        |
| 18                                     | Beatriz Haddad Maia (BRA)              | 2.369                                  | ▼1                                     |                                        |
| 19                                     | Donna Vekic (CRO)                      | 2.314                                  | ▲ 3                                    |                                        |
| 20                                     | Ekaterina Alexandrova                  | 2.158                                  | ▼ 1                                    |                                        |

| Clasament WTA (dublu), 17 martie 2025 | Clasament WTA (dublu), 17 martie 2025 | Clasament WTA (dublu), 17 martie 2025 | Clasament WTA (dublu), 17 martie 2025 | Clasament WTA (dublu), 17 martie 2025 |
| #                                     | Jucătoare                             | Puncte                                | Mod.                                  |                                       |
| ------------------------------------- | ------------------------------------- | ------------------------------------- | ------------------------------------- | ------------------------------------- |
| 1                                     | Kateřina Siniaková (CZE)              | 10.490                                | ▬                                     |                                       |
| 2                                     | Taylor Townsend (USA)                 | 8.543                                 | ▬                                     |                                       |
| 3                                     | Erin Routliffe (NZL)                  | 7.990                                 | ▬                                     |                                       |
| 4                                     | Gabriela Dabrowski (CAN)              | 6.535                                 | ▬                                     |                                       |
| 5                                     | Jeļena Ostapenko (LAT)                | 6.285                                 | ▬                                     |                                       |
| 6                                     | Sara Errani (ITA)                     | 5.625                                 | ▬                                     |                                       |
| 6                                     | Jasmine Paolini (ITA)                 | 5.625                                 | ▲ 1                                   |                                       |
| 8                                     | Asia Muhammad (USA)                   | 4.960                                 | ▲ 2                                   |                                       |
| 9                                     | Liudmila Kicenok (UKR)                | 4.835                                 | ▬                                     |                                       |
| 10                                    | Hsieh Su-wei (TPE)                    | 4.726                                 | ▼ 2                                   |                                       |
| 11                                    | Zhang Shuai (CHN)                     | 4.341                                 | ▲ 2                                   |                                       |
| 12                                    | Chan Hao-ching (TPE)                  | 4.325                                 | ▼ 1                                   |                                       |
| 13                                    | Veronika Kudermetova                  | 4.215                                 | ▼ 1                                   |                                       |
| 14                                    | Irina Khromacheva                     | 4.075                                 | ▬                                     |                                       |
| 15                                    | Desirae Krawczyk (USA)                | 3.963                                 | ▬                                     |                                       |
| 16                                    | Anna Danilina (KAZ)                   | 3.913                                 | ▲ 1                                   |                                       |
| 17                                    | Ellen Perez (AUS)                     | 3.820                                 | ▲ 1                                   |                                       |
| 18                                    | Laura Siegemund (GER)                 | 3.715                                 | ▲ 1                                   |                                       |
| 19                                    | Nicole Melichar-Martinez (USA)        | 3.650                                 | ▼ 1                                   |                                       |
| 20                                    | Caroline Dolehide (USA)               | 3.515                                 | ▲ 1                                   |                                       |